# 比林斯利 (阿拉巴马州)
比林斯利（英語：Billingsley），是美国阿拉巴马州奥陶加县下属的一座城鎮。面积约为1.18平方英里（约合3.05平方公里）。根据2010年美国人口普查，该鎮有人口144人，人口密度为110.26/平方英里（约合42.6/平方公里）。